# Peter von Scholten
 Der er for få eller ingen kildehenvisninger i denne artikel, hvilket er et problem. Du kan hjælpe ved at angive troværdige kilder til de påstande, som fremføres i artiklen.

 For alternative betydninger, se Peter von Scholten (flertydig). (Se også artikler, som begynder med Peter von Scholten)
Peter Carl Frederik von Scholten (født 17. maj 1784 i Vestervig Kloster, Danmark, død 26. januar 1854 i Altona, Hertugdømmet Holsten) var dansk generalguvernør på De dansk-vestindiske øer fra 1827-1848.

## Biografi
Peter Carl Frederik von Scholten blev født i Vestervig Kloster i Thy som søn af kaptajn, ved Kronprinsens Regiment, Casimir Wilhelm von Scholten. Familien von Scholten var en officersfamilie, hvis første repræsentant var tyskeren Jobst von Scholten, der stammede fra grevskabet Tecklenburg.
Peter von Scholten gik på Landkadetakademiet fra han var otte år, men det tog ham længere end normalt at blive fændrik. Hans familie boede bl.a. i Boldhusgade 4 og i Højbrostræde 2. Hans far tog ham med til Sankt Thomas, hvor han første gang d. 13. august 1804 som 20-årig fændrik satte sine fødder på De dansk-vestindiske Øer. Her opholdt han sig under faderens kommando i perioden 1804-1807, der på det tidspunkt var kommandant på Sankt Thomas. Efter et kort ophold som krigsfange i England (efter den engelske besættelse af De Vestindiske øer) kom von Scholten tilbage til Danmark, hvor han opholdt sig fra 1808 til 1814.
I 1810 giftede han sig med den 24-årige Anna Elizabeth Thortsen (af von Scholten altid kaldet Lise). Hendes familie tilhørte handelsmarinen. De fik tre døtre sammen. I 1814 returnerer han efter eget ønske til Sankt Thomas som vejermester og postmester. De første par år med konen Lise, der dog efter en rejse til England i 1816 valgte at tage tilbage til Danmark og bosætte sig. Hun kom aldrig siden til De Vestindiske øer.
Von Scholten vendte alene tilbage til Vestindien, og i løbet af kort tid steg han i graderne, sandsynligvis på grund af kongelig protektion, og d. 14. juli 1827 vendte han efter en kort ophold i Danmark tilbage med pomp og pragt udnævnt til generalguvernør over De Dansk Vestindiske øer, hvilket betød, at han nærmest fungerede som en slags enevældig hersker. Men han havde ikke kun beundrere. Plantageejerne og rivaler involverede ham gang på gang i retssager, som medførte mange rejser mellem Vestindien og København. Han klarede altid frisag, så længe kong Frederik 6. levede, men hans position i Danmark blev svækket under efterfølgeren Christian 8. Han var en stærk tilhænger af slavernes frigørelse og fra 1830 arbejdede han målrettet på forbedring af deres og de frigivnes retsstilling. Han var modstander af det kongelige reskript fra 1847, der lovede ophævelse af slaveriet først efter en periode på 12 år, og at "børn af ufrie, som fødes efter datum af denne vor allerhøjeste resolution, skal fra fødselen af være frie." Denne løsning tilfredsstillede hverken slaverne eller deres ejere.
På Sankt Croix levede von Scholten i mange år sammen med den frie farvede kvinde Anna Elizabeth Heegaard (1790-1859) (pudsigt nok samme navn som hans kone). Sammen købte de den smukke ejendom Bülowsminde. De fik ingen børn sammen.
Også Peter von Scholtens bror Frederik gjorde som toldforvalter karriere på De vestindiske Øer. Han var i øvrigt også en habil maler og har malet en del akvareller fra Vestindien.
I 1848 gjorde slaverne på Sankt Croix oprør, hvilket fik Peter von Scholten til, med hans egne ord "for at undgå megen blodsudgydelse", med øjeblikkelig virkning at proklamere frigivelsen af alle slaver. Det skete den 3. juli i Frederiksted. Han fik et nervesammenbrud, og på dagen den 14. juli 1848 (om natten) nøjagtig 21 år efter hans ankomst som generalguvernør forlod han Vestindien for bestandig.
I liberale kredse med dagbladet Fædrelandet i spidsen kritiseredes Peter von Scholten for "vaklen og fejhed" i forbindelse med slavefrigørelsen, og ministeriet stævnede ham for embedsforsømmelse. Den nedsatte kommissionsdomstol dømte ham til at have sit embede forbrudt med fortabelse af retten til pension. Scholten appellerede til Højesteret, og denne frifandt ham enstemmigt.
Peter von Scholtens hustru Lise døde i 1849 og nogle år efter flyttede han ned til sin datter og svigersøn general du Plat i Altona, hvor han døde 69 år gammel d. 26. januar 1854 kun to år efter Højesterets dom. Han blev overført til Danmark og begravet fra Holmens Kirkes kapel d. 6. februar 1854. Hans blykiste blev senere d. 7. marts 1854 overført til Assistens Kirkegård i kirkegårdens eneste mausoleum i København. Da von Scholten stammede fra en tysk-reformert familie, ligger han begravet på afdeling D (Den reformerte Kirkegård). Hans hustru med flere familiemedlemmer er også overført til familiemausoleet. I dag ligger her kun generalguvernørens og hans hustrus kister. Det nygotiske mausoleum er bygget på et familiegravsted fra 1813 og blev formentlig færdig i 1825. Det er blevet restaureret mindst tre gange, sidste gang i 2009.

## Film
I 1987 blev der udgivet en dansk film om Peter von Scholten, som også er titlen på filmen. Den blev instrueret af Palle Kjærulff-Schmidt med Ole Ernst som von Scholten.
Von Scholten optræder i filmen Viften, 2023.

## Link
Vers l'abolition danoise de l'esclavage (fr)